# Elsflether Sand

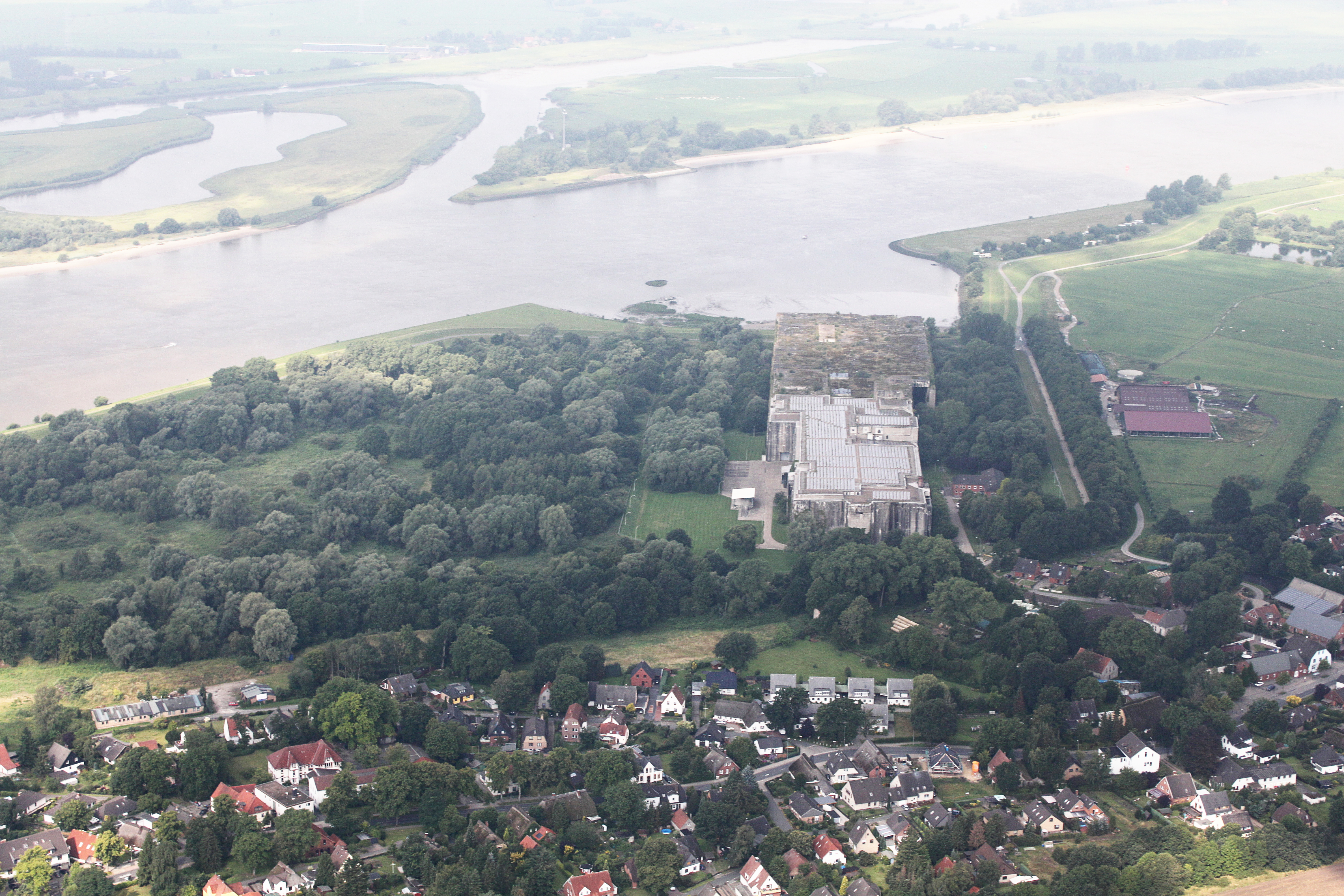
Blick über den U-Boot-Bunker Valentin und die Weser auf das Südende des Elsflether Sandes. Am oberen Bildrand durchschneidet der westliche Weserdeich die Westergate

Der Elsflether Sand ist eine ehemalige Weserinsel vor der Huntemündung. Durch Bauten zum Hochwasserschutz ist sie seit 1979 eine Halbinsel zwischen Hunte und Weser und bildet von Flusskilometer 28 bis 32 der Unterweser das linke Ufer des Weserstroms. Der Elsflether Sand gehört seit dem 1. Januar 2019 der Betriebsgesellschaft des JadeWeserPorts, die auf der Halbinsel eine Ausgleichsfläche einrichten will.

## Geografie
Der Elsflether Sand ist vier Kilometer lang und misst an der breitesten Stelle nicht ganz einen Kilometer. Halbinsel ist er durch Einbindung in den Weserdeich, der die nördlichen zwei Drittel in Längsrichtung durchzieht und einen halben Kilometer vor der Nordspitze am Huntesperrwerk endet. Im Osten wird die Insel von der Weser begrenzt, im Süden vom Weserarm Rekumer Loch, im Südwesten von der Westergate und im Westen von der Huntemündung. Nördlich der Deichanbindung gehört sie politisch zur Stadt Elsfleth, südlich zur Gemeinde Berne, das südliche Drittel des Weserstrandes zu Bremen.

## Nutzung

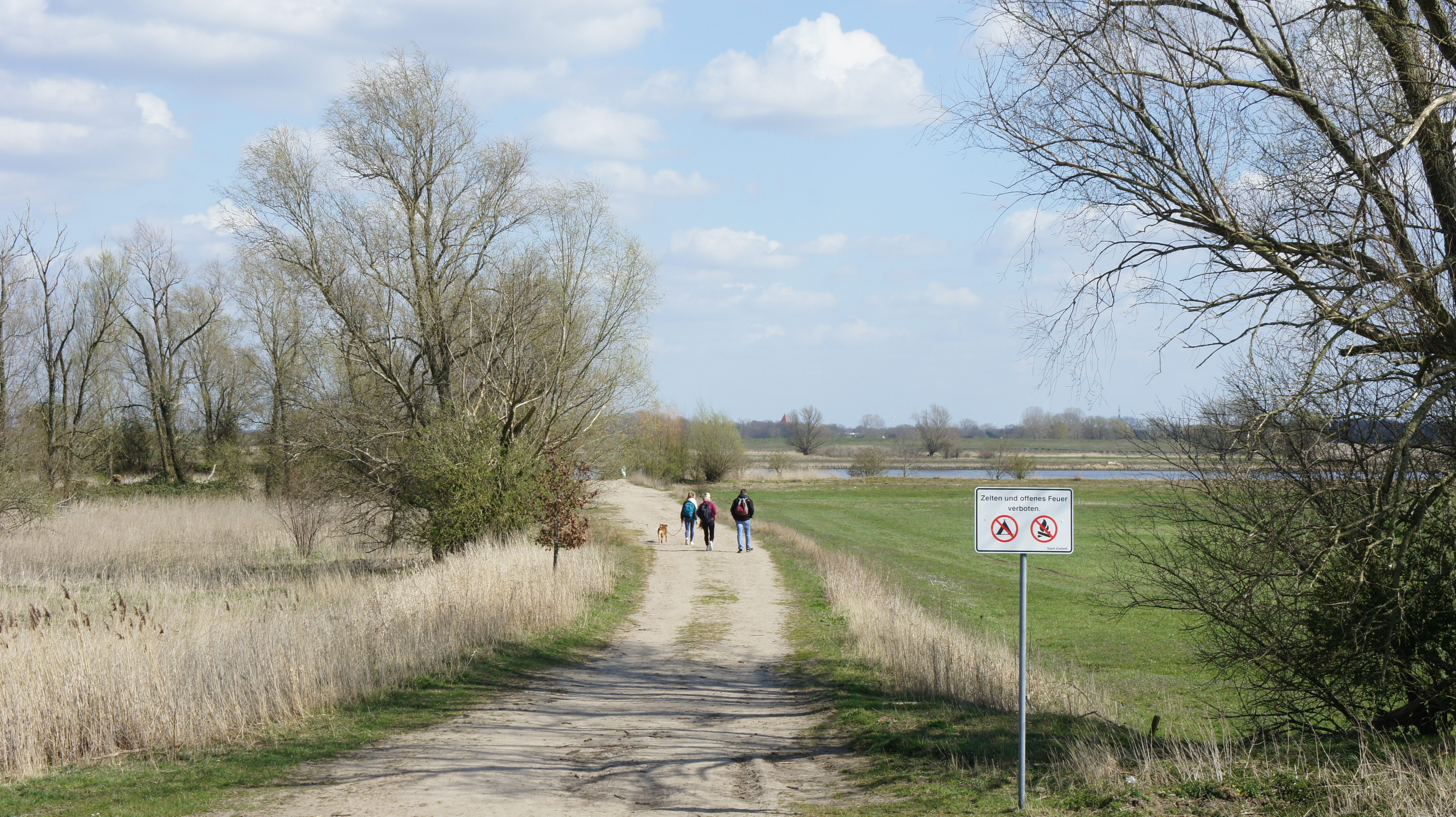
Zugang zum Weserstrand

Etwa die Hälfte der Landfläche ist von Sommerdeichen umschlossen und landwirtschaftlich genutzt, die andere Hälfte ist teilweise mit Gebüsch und teilweise mit Rauhgras bewachsen, teilweise auch Sandstrand.
Von der Nordspitze Stedingens her führt eine Straße entlang der Deichrückseite bis zum Huntesperrwerk, auf dem zu jeder vollen Stunde für kurze Zeit die Hunte überquert werden kann. Sie ist für den allgemeinen Motorverkehr gesperrt und Teil der Radwanderwege Weserradweg und Deutsche Sielroute. Mehrere Leuchtfeuer entlang der Ostseite der Halbinsel dienen der Sicherheit der Seeschifffahrt auf der Unterweser.

### Ausgleichsfläche für den JadeWeserPort
Am 1. Januar 2019 kaufte die Jade-Weser-Port-Marketing GmbH & Co. KG das Areal. Es ist geplant, auf dem Elsflether Sand eine Ausgleichsfläche zu errichten, um die Bebauung eines Teils des Naturschutzgebietes Voslapper Groden im Zuge der Erweiterung des JadeWeserPorts auszugleichen. Dadurch sollen die Brutbedingungen von Rohrdommel, Tüpfelsumpfhuhn, Blaukehlchen, Wasserralle, Rohrschwirl und Schilfrohrsänger verbessert werden. Die landwirtschaftliche Bewirtschaftung die derzeit noch den Elsflether Sand nutzt, soll bis zur Umgestaltung der Fläche den Betrieb einstellen. Der Zugang zu den Sandstränden und der Radweg bleiben trotz der Umwidmung erhalten.

## Geschichte

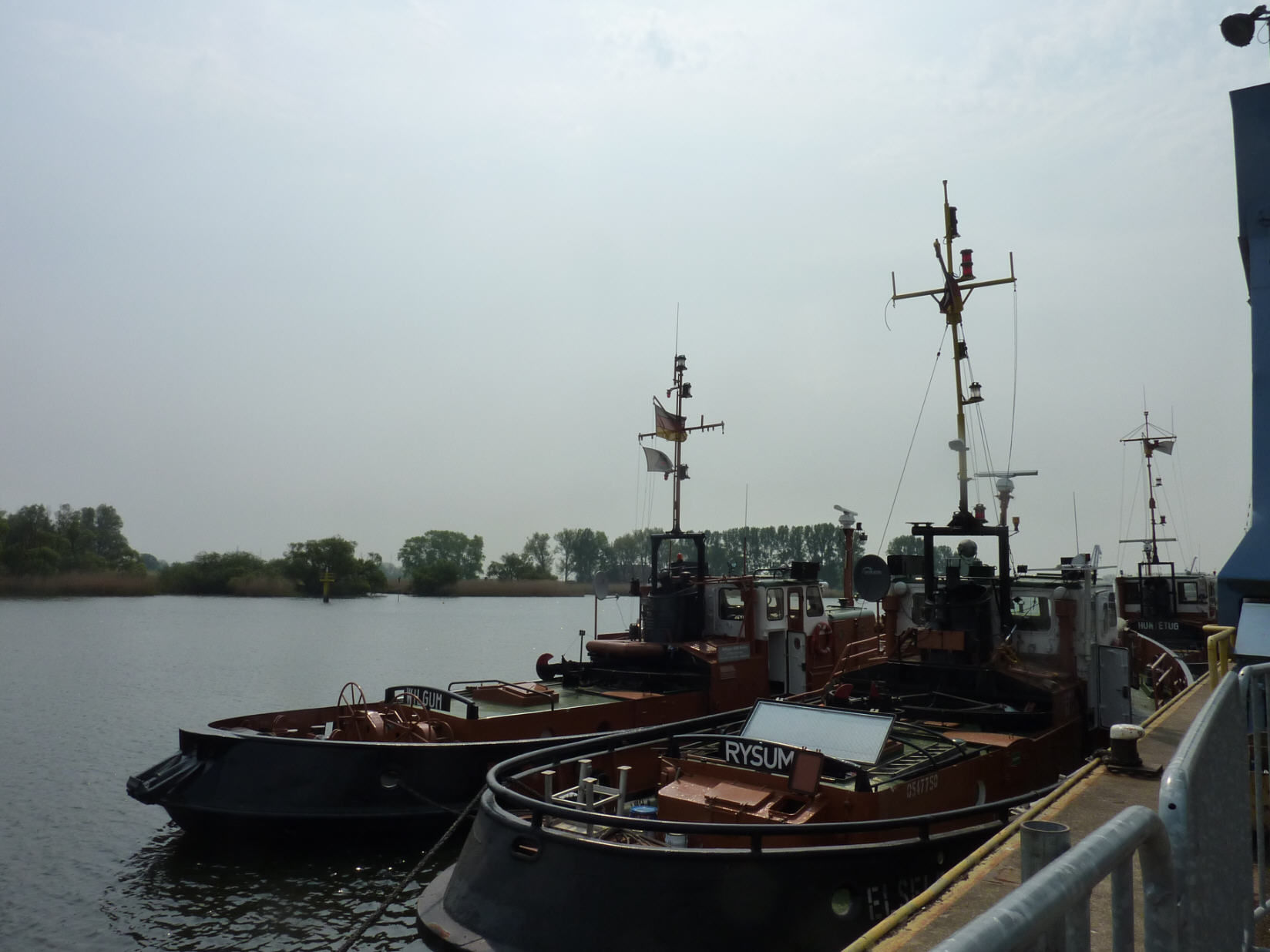
Blick vom Elsflether Hafen über die Huntemündung zur Insel Elsflether Sand

Als man nach der Sturmflut von 1962 sich daran machte, die Mündungen größerer Nebenflüsse der Unterweser durch Sperrwerke zu sichern, sollte auch das Huntesperrwerk zunächst etwas flussaufwärts der Huntemündung gebaut werden. Die Stadt Elsfleth mit ihrem direkt am niedrigen Weserufer gelegenen Stadtzentrum stand vor dem Problem, dass jede Verbesserung des Hochwasserschutzes am Ufer mit schmerzhaften Einschnitten ins Stadtbild verbunden gewesen wäre. Daher wurde auf ihr Drängen hin der vor der Stadt gelegene nördliche Teil des Weserarms Westergate in den geschützten Bereich der Hunte einbezogen.

## Belege
1. ↑  Gunars Reichenbachs: Niedersachsens kurioseste Grenze verläuft in der Wesermarsch. Nordwest-Zeitung, 16. Oktober 2017, abgerufen am 2. April 2018.
2. ↑  Weserhalbinsel „Elsflether Sand“ (Memento des Originals vom 9. Juli 2016 im Internet Archive)  Info: Der Archivlink wurde automatisch eingesetzt und noch nicht geprüft. Bitte prüfe Original- und Archivlink gemäß Anleitung und entferne dann diesen Hinweis., Stadt Elsfleth.
3. ↑  Fachstudie zum Tourismus an der Unterweser (PDF; 961 kB): S. 24 Naturbeobachtungsstation am Radwanderweg Deutsche Sielroute
4. ↑  Leuchtfeuer auf dem Elsflether Sand
5. ↑  Halbinsel Elsflether Sand soll Vogelparadies werden in NWZ-online am 8. Januar 2019, aufgerufen am 11. Februar 2019
6. ↑  Nordseezeitung 2009 zum Huntesperrwerk (Seite nicht mehr abrufbar, festgestellt im April 2018. Suche in Webarchiven)  Info: Der Link wurde automatisch als defekt markiert. Bitte prüfe den Link gemäß Anleitung und entferne dann diesen Hinweis.

Koordinaten: 53° 13′ 53,3″ N, 8° 28′ 33,4″ O